# Polycarpaea darbandensis
Polycarpaea darbandensis är en nejlikväxtart som beskrevs av A. Cheval., A. Cheval. Polycarpaea darbandensis ingår i släktet Polycarpaea och familjen nejlikväxter. Inga underarter finns listade i Catalogue of Life.